# Golden Meadow
Golden Meadow es un pueblo ubicado en la parroquia de Lafourche, Luisiana, Estados Unidos. Según el censo de 2020, tiene una población de 1761 habitantes.
La localidad se extiende a lo largo de las costas del bayou Lafourche.
Como en otros lugares de Luisiana, es notable la presencia de la cultura, la música y la cultura cajún.

## Geografía
La localidad está ubicada en las coordenadas 29°23′13″N 90°16′30″O / 29.38694, -90.27500 (29.387034, -90.274954). Según la Oficina del Censo de los Estados Unidos, Golden Meadow tiene una superficie total de 7.59 km², de la cual 6.34 km² corresponden a tierra firme y 1.25 km² es agua.

## Demografía
Según el censo de 2020, hay 1761 personas residiendo en Golden Meadow. La densidad de población es de 277.76 hab./km². El 80.98% son blancos, el 1.59% son afroamericanos, el 7.78% son amerindios, el 0.57% son asiáticos, el 2.61% son de otras razas y el 6.47% son de dos o más razas. Del total de la población, el 5.51% son hispanos o latinos de cualquier raza.

## Economía
La principal fuente de ingresos de la localidad proviene de la industria del gas y el petróleo. La pesca y el procesamiento de productos del mar también tienen un fuerte impacto.